# Лозиця (Плевенська область)
Лози́ця (болг. Лозица) — село в Плевенській області Болгарії. Входить до складу общини Никопол.

## Населення
За даними перепису населення 2011 року у селі проживали 264 особи, з них 262 особи (99,6%) — болгари.
Розподіл населення за віком у 2011 році:
Динаміка населення: